# Ansiolitico
Gli ansiolitici sono una categoria di psicofarmaci usati per attenuare e trattare disturbi d'ansia (come attacchi di panico, ansia generalizzata e disturbi ossessivi), stati di angoscia e sintomi correlati di vario genere (come le somatizzazioni). Sono anche chiamati tranquillanti o calmanti, in contrasto agli antipsicotici detti tranquillanti maggiori.
Diverse categorie di farmaci possiedono un effetto ansiolitico, in particolare le benzodiazepine ed alcuni antidepressivi; altre categorie di farmaci, al di fuori di quelli specificatamente approvati per il trattamento di tale sintomatologia o di altri disturbi psichiatrici, possono avere un consistente effetto ansiolitico o contro le somatizzazioni (come ad esempio alcuni betabloccanti o antistaminici); composti di derivazione naturale, estratti officinali e sostanze ad uso ricreativo sono spesso utilizzate al di fuori del contesto medico per il trattamento dei disturbi d'ansia.
In dosi massicce alcuni composti ansiolitici (notoriamente, i barbiturici e gli oppioidi) sono in grado di inibire i centri della respirazione polmonare e possono provocare coma e morte. Le benzodiazepine sono prive di questa capacità e non risultano generalmente letali in overdose se assunte da sole, tuttavia il rischio aumenta notevolmente se combinate con altri sedativi, in particolare l'alcol. Se assunti per lunghi periodi, ad alte dosi e non seguendo le indicazioni, alcuni ansiolitici possono determinare dipendenza, tolleranza e sindromi di astinenza.
Gli ansiolitici sono considerati dei trattamenti di seconda linea da utilizzarsi cioè quando interventi di tipo psicologico e comportamentale hanno fallito nel migliorare i sintomi, specie nel caso di disturbi moderati o nei soggetti giovani: tecniche di gestione dell'ansia (come particolari tecniche di meditazione e rilassamento), sedute psicologiche volte ad elaborare le cause personali del disturbo, attività fisica e miglioramento della sfera relazionale in alcuni studi si sono rilevati altrettanto efficaci quanto gli interventi farmacologici nel trattamento di alcuni disturbi d'ansia, senza però gli effetti collaterali dei farmaci.

## Classi di ansiolitici
Gli ansiolitici sono gli psicofarmaci utilizzati per coadiuvare il trattamento dei disturbi d'ansia e dei sintomi fisici ad essi correlati (somatizzazioni). Possono essere raggruppati principalmente in sei classi: ansiolitici tipici (agiscono sul recettore del GABA, come benzodiazepine e barbiturici), ansiolitici atipici, antidepressivi, antiepilettici, antistaminici e betabloccanti.
Le cause biologiche dell'ansia non sono state ancora del tutto delucidate ma si ritiene che una loro causa/concausa possa essere una iperattività di alcune aree cerebrali volte ad identificare le situazioni di pericolo (come ad esempio l'amigdala). Farmaci che perciò agiscono sulla funzionalità cerebrale possono produrre ansiolisi e sollievo dai sintomi psicologici e somatoformi dell'ansia.
Le diverse classi di farmaci ansiolitici hanno un meccanismo di azione eterogeneo e in alcuni casi non completamente delucidato che si esprime principalmente a livello del sistema nervoso centrale, dove interagendo ad esempio con recettori sinaptici, proteine (come le trasportatrici) o enzimi, determinano delle modificazioni dell'attività di alcune aree cerebrali che generano gli effetti terapeutici.
Alcuni farmaci ansiolitici hanno un effetto rapido e possono essere utilizzati al bisogno per la gestione dei sintomi acuti (come ad esempio le benzodiazepine), mentre altri hanno una latenza di azione che li rende adatti per la gestione a lungo termine dei disturbi d'ansia (come ad esempio gli antidepressivi).

### Benzodiazepine
I più noti farmaci ansiolitici sono le benzodiazepine. Vengono prescritte per il trattamento a breve termine (massimo 4 settimane continuative) o occasionale dei sintomi acuti dell'ansia, come nel caso di crisi d'ansia, attacchi di panico o nell'attesa che si instauri l'effetto terapeutico di altri ansiolitici a maggiore latenza di azione. Sono caratterizzate dall'agire come modulatori allosterici positivi del recettore GABA-A e quindi amplificano gli effetti del neurotrasmettitore inibitorio GABA, determinando una diminuzione dell'attività cerebrale e del rilascio di alcuni neurotrasmettitori. Ciò è alla base del loro rapido effetto ansiolitico ma anche degli effetti collaterali caratterizzati da sedazione, miorilassamento e rallentamento cognitivo. Le varie molecole di questa famiglia pur avendo un meccanismo d'azione e un profilo di effetti collaterali simili, sono distinte da una diversa potenza, velocità e durata di azione, per cui alcune sono più utili nel trattamento degli attacchi di panico, altre nel trattamento dell'ansia generalizzata, altre per indurre il sonno.
L'uso a lungo termine non è raccomandato a causa di fenomeni di tolleranza, dipendenza, sindrome da astinenza, deficit cognitivi e interazioni sfavorevoli con altri farmaci. L'intensità della sindrome da astinenza da benzodiazepine dipende dalla durata del trattamento e dal dosaggio impiegato: i sintomi più comuni consistono in ansia e agitazione, insonnia, attacchi di panico, sudorazione, dolori muscolari, nausea, mal di testa, perdita di peso, e nei casi più gravi anche psicosi, crisi epilettiche e morte. Le benzodiazepine hanno completamente soppiantato i barbiturici nel trattamento di ansia e insonnia.
Delle benzodiazepine fanno parte:
- Clordiazepossido (Librium), derivato delle benzodiazepine, ansiolitico
- Diazepam (Valium), derivato delle benzodiazepine, ansiolitico
- Delorazepam (En), derivato delle benzodiazepine, ansiolitico
- Lorazepam (Tavor), derivato delle benzodiazepine, ansiolitico
- Bromazepam (Lexotan), derivato delle benzodiazepine, ansiolitico
- Alprazolam (Xanax), derivato delle benzodiazepine, ansiolitico
- Clonazepam (Rivotril), derivato delle benzodiazepine, anticonvulsivante
- Flunitrazepam (Roipnol), derivato delle benzodiazepine, ipnotico
- Midazolam (Ipnovel), derivato delle benzodiazepine, ipnotico
- Triazolam (Halcion), derivato delle benzodiazepine, ipnotico

### Non Benzodiazepine
La farmacodinamica delle nonbenzodiazepine è quasi interamente identica a quella delle benzodiazepine e quindi impiegano benefici, effetti collaterali e rischi simili. Tuttavia, le nonbenzodiazepine hanno strutture chimiche dissimili o completamente differenti e pertanto non sono correlate alle benzodiazepine a livello strutturale.
Delle non benzodiazepine fanno parte:
- Zopiclone (Imovan), ipnotico non benzodiazepina
- Eszopiclone (Lunesta), ipnotico non benzodiazepina
- Zolpidem (Stilnox), ipnotico non benzodiazepina
- Zaleplon (Sonata), ipnotico non benzodiazepina

### Barbiturici
I barbiturici sono stati tra i primi farmaci ansiolitici-ipnotici ad essere utilizzati, entrando in commercio già all'inizio del '900. Hanno un forte effetto deprimente sia sulla sfera psichica che su quella organica, come a livello respiratorio e cardiaco. Sono perciò pericolosi in overdose al punto da poter provocare la morte per arresto cardio respiratorio. Hanno un elevato rischio di dipendenza ed abuso, sono utilizzati raramente al giorno d'oggi.
Dei barbiturici fanno parte:
- Amobarbital, ipnotico
- Pentobarbital, ipnotico
- Tiopentale, ipnotico
- Butalbital, ipnotico
- Secobarbital, ipnotico
- Fenobarbital, anticonvulsivante

### Ansiolitici atipici
Sono dei farmaci specificatamente approvati per il trattamento dei disturbi d'ansia ma che non rientrano nella classica categoria dei sedativi classici o degli antidepressivi. Hanno un meccanismo d'azione complesso che si discosta da quello degli altri farmaci comunemente utilizzati e per questo possiedono un diverso profilo di effetti collaterali, caratterizzato ad esempio dalla virtuale mancanza di sedazione, rallentamento cognitivo, sonnolenza, miorilassamento, dipendenza, disfunzioni sessuali, sintomi da sospensione. Di questi fanno parte:
- Tofisopam: farmaco ansiolitico correlato chimicamente ma non farmacologicamente alle benzodiazepine.
- Buspirone: farmaco ansiolitico appartenente alla classe degli azapironi della quale rappresenta il capostipite.
- Etifoxina: farmaco ansiolitico sviluppato negli anni '60 e commercializzato da allora in oltre 40 paesi, ha efficacia simile a quella del lorazepam (una benzodiazepina) ma con significativamente minori effetti collaterali, specie di sedazione e rallentamento cognitivo, nonché privo di sintomi da sospensione. Sembra agire come agonista delle subunità β2 e β3 del recettore GABAA nonché di stimolare la sintesi di steroidi neuroattivi dall'attività ansiolitica.[7]
- Benzoctamina: è un ansiolitico e sedativo che ha dimostrato avere un potere terapeutico simile al diazepam ma senza causare depressione cardiorespiratoria. Il suo meccanismo d'azione non è ben chiaro ma sembra essere dovuto ad una diminuzione del turnover di serotonina ed un aumento di quello di dopamina e noradrenalina.[8]
- Phenibut: è un farmaco ansiolitico analogo del GABA, con effetto ansiolitico, contro le forme di somatizzazione e sul sonno.
- Selank: è un farmaco ansiolitico utilizzato in Est Europa. È un oligopeptide analogo sintetico dell'oligopeptide umano tuftisina. Sembra che esplichi la sua azione modulando l'espressione delle interleuchine-6 (e quindi agendo sui meccanismi infiammatori e immunitari) e modulando il rilascio di BDNF.
- Mebicar: è un farmaco ansiolitico commercializzato nell'Est Europa con un meccanismo d'azione unico e non completamente compreso ma che si è visto agire sui livelli di serotonina, GABA, norepinefrina e acetilcolina, in particolare in alcune zone del cervello implicate nella genesi dell'ansia, come l'ipotalamo.[9]
- Picamilon: è un farmaco ansiolitico venduto principalmente in Russia che sembra agire come precursore del neurotrasmettitore inibitorio GABA, i cui recettori sono attivati anche da altri farmaci come le benzodiazepine.[10]
- Fabomotizolo: è un farmaco ansiolitico utilizzato in Russia, il cui meccanismo d'azione, non ancora del tutto chiarito, coinvolge il rilascio di fattori neurotrofici (BDNF, NGF) e GABA, l'agonismo ai recettori MT1, sigma-1 e l'antagonismo MT3.
- Isovalerato di Mentile: è un derivato dell'acido isovalerico utilizzato in Russia come ansiolitico ma anche come sedativo e contro alcune somatizzazioni dell'ansia come dolore toracico e nausea.[11]

### Antidepressivi
Molti antidepressivi, al di là del nome, sono efficaci nel trattare i sintomi d'ansia. Non causando generalmente effetti sedativi, amnestici e dipendenza, sono preferiti alle benzodiazepine per il trattamento dell'ansia generalizzata o di altri disturbi d'ansia con componenti somatoformi, nel disturbo da attacchi di panico, nell'ansia sociale. Siccome la loro azione non è immediata ma si instaura nel corso delle prime settimane di trattamento, non sono utili nel trattamento al bisogno (anzi nel breve termine possono peggiorare i sintomi) ma nella gestione a lungo termine. Di questi fanno parte:
- SSRI\SNRI: in alcuni studi si sono dimostrati efficaci quanto le benzodiazepine nel trattamento dell'ansia generalizzata, dei disturbi d'ansia (in particolare il disturbo ossessivo-compulsivo) e degli attacchi di panico. Sono preferiti alle benzodiazepine nel lungo termine e rappresentano in questo caso il trattamento di prima scelta. La loro tollerabilità potrebbe però non essere ottimale a causa di alcuni effetti collaterali come quelli sulla sfera sessuale. A volte sintomi d'ansia, espressi come un senso di irrequietezza interna, possono essere un effetto collaterale degli SSRI\SNRI che può essere confuso con i sintomi della malattia trattata.
- Antidepressivi triciclici e IMAO: sono ritenuti molto efficaci nel trattamento dei sintomi d'ansia, anche se sono ritenuti farmaci di seconda scelta per via della maggiore incidenza di effetti collaterali o le restrizioni alimentari richieste.
- Antidepressivi atipici: in generale molti farmaci antidepressivi si sono dimostrati avere un efficace effetto ansiolitico, in particolare alcuni così detti antidepressivi atipici, come ad esempio la tianeptina e la mirtazapina.
- Amisulpride: in uno studio, dove veniva misurata l'ansia con la scala HAM-A (Hamilton Anxiety Scale), la somministrazione di tale composto a dosi a cui viene tipicamente utilizzato come antidepressivo ha indotto una diminuzione significativa del punteggio della scala, maggiore a quello osservato con fluoxetina 20 mg/die.

### Antistaminici
Alcuni antistaminici, specie quelli di prima generazione che possedevano spiccati effetti sedativi, sono utilizzati off-label come ansiolitici ad esempio nel disturbo d'ansia generalizzata e sono a volte utilizzati come ansiolitici preoperatori producendo, secondo alcuni studi, minori effetti collaterali delle benzodiazepine. Di questi fanno parte:
- Idrossazina
- Clorfenidramina
- Difenidramina

### Antipertensivi
Alcuni farmaci antipertensivi, in particolare quelli cosiddetti simpaticolitici, possono produrre effetti ansiolitici e sono in particolare utili nei confronti dei sintomi da somatizzazione dell'ansia e dell'ansia da prestazione, non producendo effetti sedativi. A volte alcuni vengono aggiunti alle terapie antidepressive con SSRI per accelerarne gli effetti. Di questi fanno parte:
- Pindololo
- Propranololo

### Composti di derivazione naturale ad azione ansiolitica
La melatonina, un neurotrasmettitore venduto come integratore alimentare, ha dimostrato effetto ansiolitico e sedativo al dosaggio 15–20 mg ed è sempre più spesso utilizzata a questo scopo come sedativo preoperatorio specie in ambito odontoiatrico dove viene somministrata 90 minuti prima dell'intervento.
L'etanolo, contenuto in molte bevande fermentate, è da millenni utilizzato come ansiolitico e disinibente sociale. Il meccanismo d'azione non è ancora completamente noto ma si crede sia simile a quello delle benzodiazepine, cioè per azione diretta sui recettori del GABA. Per via degli effetti collaterali e degli accertati danni a lungo termine sul cervello, sul fegato e sulla salute generale non può essere considerato un valido trattamento per l'ansia.
L'inositolo, uno zucchero naturale, al dosaggio di 18 grammi (diviso in 3 somministrazioni giornaliere) al giorno ha dimostrato in uno studio di avere un effetto ansiolitico paragonabile a quello della fluoxetina senza mostrare particolari effetti collaterali.
Il cannabidiolo, uno dei componenti psicoattivi della cannabis, avrebbe effetto ansiolitico secondo alcuni studi.
La kava-kava, un arbusto venduto sotto forma di integratore, contiene una serie di composti ad attività ansiolitica.
Altri estratti di origine vegetale come gli infusi di camomilla, malva, melissa sono utilizzati da secoli nella medicina tradizionale come ansiolitici e sedativi ma la portata del loro effetto è oggetto di discussione.